# Ossip Lourié
Pour les articles homonymes, voir Lourié.
Ossip Davidovitch Lourié (О́сип Дави́дович (Давыдович) Лурье), née le 28 janvier 1868 à Doubrovno (Empire russe) et décédé en juillet 1955, était un écrivain franco-russe.

## Biographie
Venu en France en 1892 puis naturalisé français, il fut professeur à l'Université nouvelle de Bruxelles et docteur de la Faculté des lettres de l'Université de Paris. Il se spécialisa dans l'étude des figures de Tolstoï et d'Ibsen.

## Œuvres
- Échos de la vie, 1893
- Âmes souffrantes, 1895
- Pensées de Tolstoï d'après les textes russes, Paris, Félix Alcan, coll. «Bibliothèque de philosophie contemporaine», 1898
- La Philosophie de Tolstoï, Paris, Félix Alcan, coll. «Bibliothèque de philosophie contemporaine», 1899
- La Philosophie sociale dans le théâtre d'Ibsen,  thèse de doctorat de l'Université de Paris, Paris, Félix Alcan,  coll. «Bibliothèque de philosophie contemporaine», 1900
- La Philosophie russe contemporaine, Paris, Félix Alcan, coll. «Bibliothèque de philosophie contemporaine», 1902
- Nouvelles pensées de Tolstoï d'après les textes russes, Paris, Félix Alcan, coll. «Bibliothèque de philosophie contemporaine», 1902
- Le Bonheur et l'intelligence, esquisse psycho-sociologique, 1904
- Psychologie des romanciers russes du XIXe siècle, Paris, Félix Alcan, coll. «Bibliothèque de philosophie contemporaine», 1905
- Ibsen, 1828-1906, 1907
- Tolstoï, 1907
- Croyance religieuse et croyance intellectuelle, Paris, Félix Alcan, coll. «Bibliothèque de philosophie contemporaine», 1908
- Le Langage et la verbomanie : essai de psychologie morbide, Paris, Félix Alcan, coll. «Bibliothèque de philosophie contemporaine», 1912
- La Russie en 1914-1917, Paris, Félix Alcan, coll. «Bibliothèque de philosophie contemporaine», 1918
- Graphomanie, essai de psychologie morbide, Paris, Félix Alcan, coll. «Bibliothèque de philosophie contemporaine», 1920
- Le Rire normal et morbide, 1920
- La Révolution russe, 1921
- Mon bréviaire, 1.200 pensées et réflexions, recueillies et classées, 1923
- Comité secret, pièce en 1 acte, 1923
- La Gifle sanglante : crise morale d'un intellectuel européen de nos jours, 1926
- Qu'est-ce que la calomnie ? : esquisse psycho-pathologique, 1927
- La Morale chez les bêtes, 1928
- L'Arrivisme, essai de psychologie concrète, Paris, Félix Alcan, coll. «Bibliothèque de philosophie contemporaine», 1929
- Congrès des soldats inconnus, 1930
- Hymne à la France, sonnet inédit, 1938

## Note
1. ↑  D'après la Revue philosophique de Louvain, Volume 53, 1955 (Extrait sur GoogleLivres).